# Maximilien de Saxe-Cobourg-Saalfeld
Pour les articles homonymes, voir Maximilien de Saxe.
Maximilien de Saxe-Cobourg-Saalfeld, en allemand Franz Maximilian Ludwig von Sachsen-Coburg-Saalfeld, né le 12 décembre 1792 à Cobourg (Saxe-Cobourg-Saalfeld) où il est mort le 3 janvier 1793 est un prince allemand. Il est le quatrième fils et le dernier des neuf enfants du duc François de Saxe-Cobourg-Saalfeld et d’Augusta Reuss d'Ebersdorf. 

## Biographie

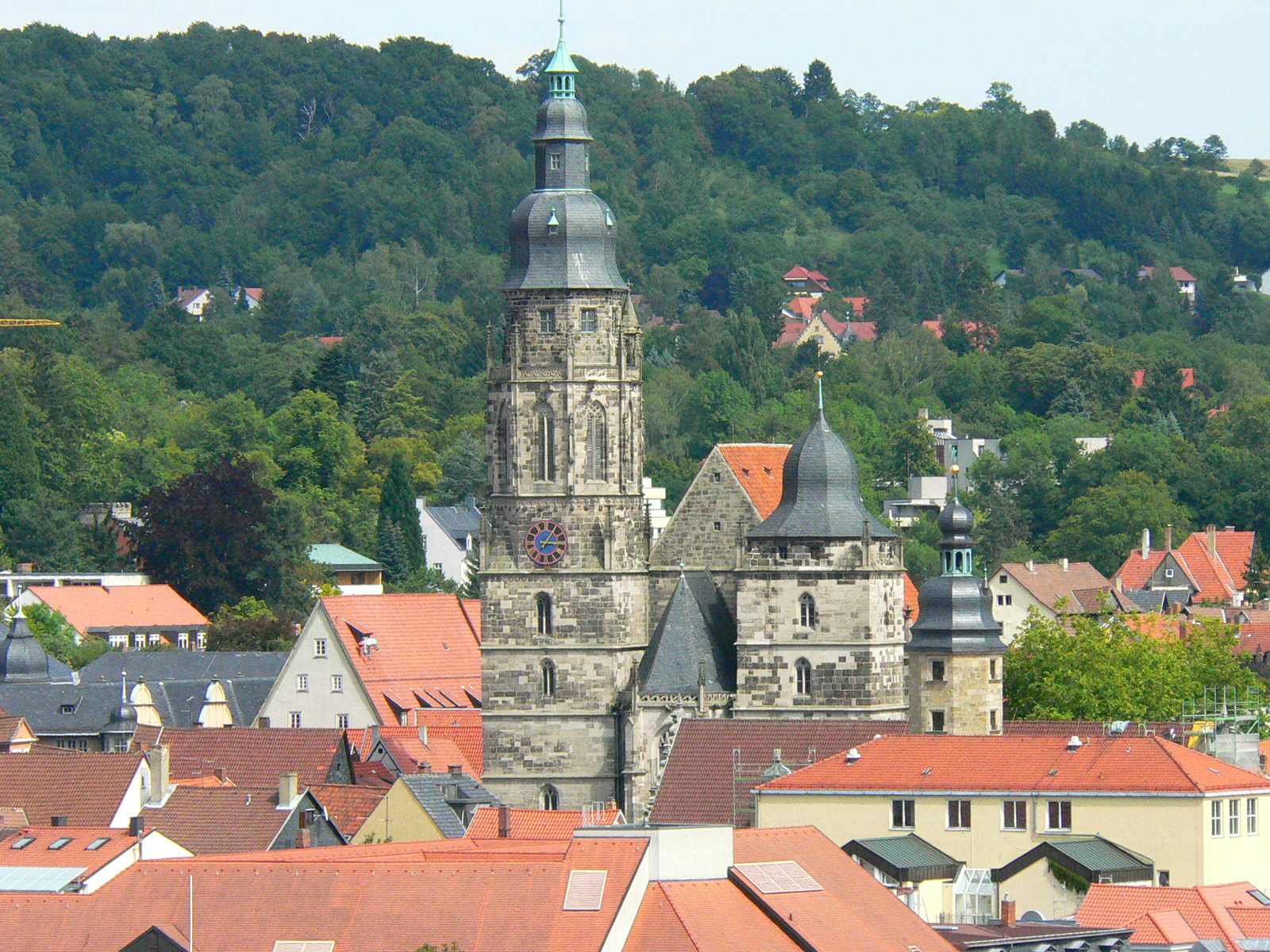
Église Saint-Maurice de Cobourg

Maximilien de Saxe-Cobourg-Saalfeld est l'un des trois frères de Léopold Ier roi des Belges. Il est également un oncle de la reine Victoria et de son mari le prince-consort Albert.
Maximilien est mort trois semaines après sa naissance et est inhumé à l'église Saint-Maurice de Cobourg.